# Logan City
Logan es el nombre de una ciudad en el sureste de Queensland, Australia.
La ciudad limita por el norte con Brisbane la capital del estado, y por el sur con la Costa Dorada. En términos del número de habitantes, Logan con aproximadamente 174.000 habitantes es la tercera ciudad de Queensland.
La ciudad recibe su nombre del capitán Patrick Logan, uno de los fundadores y comandante de la colonia penal Moreton Bay.